# 神島裕子
神島裕子（かみしま ゆうこ、1971年 - ）は、日本の哲学者、立命館大学教授。

## 人物・来歴
高校卒業後、アメリカへ留学。インディアナ大学政治学専攻卒業。1996年 ケンブリッジ大学社会政治学部で修士号を修得。翌1997年 東京大学法学部第3類（政治コース）に学士入学。東大法学部第3類（政治コース）卒業後は東京大学大学院総合文化研究科国際社会学専攻に進学。博士（学術）修得。様々な選択を自分で模索するなかで、経済開発よりも社会正義の方が重要との考えに至り、正義について研究するようになった。2006年9月 早稲田大学国際教養学部助手（〜2010年3月）。2011年4月 早稲田大学商学部助教授（〜2016年）。2016年4月 立命館大学総合心理学部教授。
河野哲也は神島を日本でもっともヌスバウムの思想に精通した専門家だと述べている。

## 著作
- 『マーサ・ヌスバウム：人間性涵養の哲学』（中公選書、2013年9月）
- 『ポスト・ロールズの正義論：ポッゲ・セン・ヌスバウム』（ミネルヴァ書房、2015年6月）
- 『正義とは何か：現代政治哲学の6つの視点』（中公新書、2018年9月）
- 『逆境に克つ力 親ガチャを乗り越える哲学』（小学館新書 2023年4月 共著 宮口幸治）

### 翻訳
- ジョン・ロールズ『正義論 改訂版』川本隆史,福間聡共訳. 紀伊國屋書店, 2010.11
- M・C・ヌスバウム『正義のフロンティア 障碍者・外国人・動物という境界を越えて』 (サピエンティア）法政大学出版局, 2012.8
- L.ドイヨル, I.ゴフ『必要の理論』馬嶋裕, 山森亮 監訳, 遠藤環共訳. 勁草書房, 2014.10
- オノラ・オニール『正義の境界』みすず書房, 2016.2
- ローレンス・ハミルトン『アマルティア・センの思想 :政治的リアリズムからの批判的考察』みすず書房, 2021.1
- ジョン・ロールズ『政治的リベラリズム』福間聡共訳. 筑摩書房, 2022.1